# 普萊夫納 (印第安納州)
普萊夫納（英語：Plevna）是位於美國印第安納州霍華德縣的一個非建制地區。該地的面積和人口皆未知。